# 캘거리 대학교
캘거리 대학교(University of Calgary, U of C)는 캐나다 캘거리 앨버타주에 공립 대학교이다. 줄여서 ‘U of C’라고 한다.
1945년 앨버타 대학교 캘거리 캠퍼스로 설립하였고 1966년 앨버타 대학교에서 독립하여 공식적으로 설립하였다. 2007년 카타르의 수도 도하에 간호 교육에 초점을 맞춘 캘거리-카타르대학교를 설립하였고 2008년 수의학부를 신설하였다.
2010년 기준 법학부, 간호학부(캘거리), 간호학부(카타르), 사회사업학부, 통신문화학부, 교육학부, 환경디자인학부, 예술학부, 헤스케인 경영대학, 인문학부, 운동생리학부, 의학부, 슐리히 공학대학, 과학부, 사회과학부, 수의학부, 일반대학원의 17개 학부·대학·대학원이 있으며 그 아래 60개 이상의 학과에서 다양한 학부·대학원과정을 제공한다. 평생교육학 부문에서는 매년 1,200개의 과정을 진행한다. 운동생리학부, 환경디자인학부, 사회사업학부의 명성이 높다.
캠퍼스는 캘거리의 북서쪽 시가지구에 있으며 캘거리 시내보다도 넓은 면적과 공원처럼 뛰어난 경관으로 유명하다. 부설시설로 테일러 패밀리 도서관, 학생들이 운영하는 라디오 방송국과 텔레비전 방송국, 미술박물관, 환경조사연구센터, 기상대, 휴먼퍼포먼스, 극장 연구소, 각종 편의시설과 대형 공연장이 있는 매커원 학생센터, 미술관, 박물관, 극장 겸 공연장인 로사 센터, 드라마·무용 공연장인 유니버시티 극장, 음악 공연장 블랙 라운지 등이 있다.
또한 "스포츠의 도시"라는 캘거리의 명성에 걸맞게 타원형의 실내 스피드스케이팅 경기장, 올림픽 아이스하키 경기 규격을 갖춘 올림픽 오벌 경기장, 몇 개의 테니스 코트, 체육관, 라켓센터, 올림픽 수영경기장, 역도경기장, 조깅 트랙, 실내 등반벽 등 뛰어난 체육시설을 갖추고 있다.

## 주요 동문
캐나다 총리 스티븐 하퍼가 졸업했다.